# Wardington Seedling (manzana)
Wardington Seedling es el nombre de una variedad cultivar de manzano (Malus domestica). 
Un híbrido de manzana diploide resultado del cruce de 'Cox's Orange Pippin' x Desconocido. Criado en Banbury, Oxfordshire (Inglaterra), por D. Burchnell, jardinero de Lady Wardington, alrededor de 1938. Los frutos tienen una pulpa fina, tierna y crujiente con un sabor subácido.

## Historia
'Wardington Seedling' es una variedad de manzana,  del cruce de la variedad 'Cox's Orange Pippin' como Parental-Madre x polen de Parental-Padre de una variedad Desconocida. Criado en Banbury, Oxfordshire (Inglaterra), por D. Burchnell, jardinero de Lady Wardington. Fruto obtenido por primera vez alrededor de 1938.
'Wardington Seedling' está cultivada en diversos bancos de germoplasma de cultivos vivos tales como en National Fruit Collection (Colección Nacional de Fruta) de Reino Unido con el número de accesión: 1946-019 y nombre de accesión: Wardington Seedling.

## Características
'Wardington Seedling' es un árbol de un vigor moderadamente vigoroso. Tiene un tiempo de floración que comienza a partir del 4 de mayo con el 10% de floración, para el 8 de mayo tiene una floración completa (80%), y para el 16 de mayo tiene un 90% caída de pétalos.
'Wardington Seedling' tiene una talla de fruto de medio con una altura de 46,00 mm, y una anchura de 56,00 mm; forma amplia cónico globosa; con nervaduras muy débiles, y corona media; epidermis tiende a ser dura suave con color de fondo es verde amarillento, con un sobre color lavado cobrizo en la cara expuesta al sol, importancia del sobre color muy bajo, y patrón del sobre color rayado / moteado, a veces se pueden detectar rayas vagas, algunas redes de "russeting", especialmente alrededor de la cavidad del tallo. Algunas pequeñas lenticelas de ruginoso-"russeting", "russeting" (pardeamiento áspero superficial que presentan algunas variedades) muy bajo; cáliz es medio y cerrado, asentado en una cuenca poco profunda y medianamente ancha; pedúnculo es corto y algo robusto, colocado en una cavidad estrecha y poco profunda; carne de color blanco crema, de grano fino, tierna, dulce y levemente aromática.
Su tiempo de recogida de cosecha se inicia a mediados de agosto. Se mantiene bien hasta dos meses en cámara frigorífica.

## Usos
Una excelente manzana para comer en postre de mesa.

## Ploidismo
Diploide, autoestéril. Grupo de polinización: C, Día 8.